# سویاتوروسوفکا
سویاتوروسوفکا (به لاتین: Svyatorussovka) یک منطقهٔ مسکونی در روسیه است که در استان آمور واقع شده‌است.